# Ján Kocian
Ján Kocian (Zlaté Moravce, 13 de março de 1958) é um ex-futebolista eslovaco.
Participou da Copa de 1990, a última disputada pela Tchecoslováquia antes da separação, em 1993.

## Carreira
Kocian jogou por três clubes: ZŤS Martin, Dukla Banská Bystrica e St. Pauli, onde parou de jogar, em 1993, mesmo ano em que ele iniciou sua carreira de treinador, pela nascente Seleção da Eslováquia.

Como técnico, comandou Dukla Banská Bystrica, Petra Drnovice, Rot-Weiss Essen, Siegen e a Seleção Eslovaca, entre 2006 e 2008. As equipes que Kocian trabalhou como auxiliar foram Košice, Colônia, Eintracht Frankfurt e a Seleção da Áustria.